# Universal Religion Chapter 1
Universal Religion Chapter 1 (Universal Religion Chapter One) -  pierwsza autorska kompilacja z serii Universal Religion, holenderskiego DJ-a, Armina van Buurena. Swoją oficjalną premierę miała 3 listopada 2003 roku. Wydana została przez wytwórnię płytową Armada Music. Wydanie zawiera 12 utworów.

## Lista utworów
1. Mark Otten - Mushroom Therapy (Lightscape Mix)
2. Lolo - Extended Horizon
3. Scarab - Vagabond
4. Midway - Amazon
5. Motorcycle - As The Rush Comes (Armin van Buuren's Universal Religion Remix)
6. Mr Sam vs Tim Coltrane pres The Tribute - One More Day
7. Envio - Touched By The Sun
8. Electrique Boutique feat Taz - Heal (12 Instrumental Mix)
9. Filo and Peri - Elevation
10. M.I.K.E. - Turn Out The Lights
11. Armin van Buuren - Song For The Ocean (Instrumental)
12. Laura Turner - Soul Deep (Signum Dub Mix)